# Iglesia de San Pedro (Maguncia)
La iglesia de San Pedro (en alemán: St. Peter) de Maguncia (Alemania) está situada en las inmediaciones del Palacio Electoral. Es obra de Johann Valentin Thoman, fue construida entre 1749 y 1757. La iglesia resultó completamente destruida durante el Bombardeo de Maguncia durante la Segunda Guerra Mundial.

## Historia
La iglesia de San Pedro tiene su origen en la colegiata de San Pedro Extramuros fundada por el obispo Federico de Maguncia en 944. 
Durante la Guerra de los Treinta Años, lacolegiata, que se encuentra a las afueras, se destruyó por completo al ponerse a tiro la invasión sueca en 1631. Una reconstrucción no fue a instancias del arzobispo Johann Philipp von Schönborn. Durante más de un siglo, la comunidad tenía ninguna pluma su propio edificio. No fue sino hasta 1749 cuando el arzobispo Johann Friedrich Karl von Ostein decidió construir un nuevo edificio. La colegiata se trasladó a su actual ubicación, cerca de la tarde Iglesia de San Gangolph, donde se construyó el edificio actual como una nueva iglesia abacial. En este punto, que antes era una iglesia romana, llamada St. Mari underm Odenmünster o Munster. Esto no se ha utilizado desde 1724 y estaba destinado a la ruina.
El 27 de febrero de 1945, Maguncia fue destruida casi por completo por ataques aéreos con bombas incendiarias. La iglesia de San Pedro perdió su torre de la fachada, la nave se quemó. Hasta 1952 la iglesia fue reparada provisionalmente, para que pudiera ser utilizada por la comunidad. En 1959 comenzó la reconstrucción. En 1961, las torres gemelas fueron restauradas a su original. Después de años de restauración de 1973 a 1989, la iglesia fue devuelta a la parroquia. Durante este período, los frescos del techo fueron creados por Karl Manninger según fotografías antiguas.

## Características
Es un iglesia de salón, (en alemán hallenkirche) con tres naves sin girola ni crucero, con fachada de dos campanarios. Tiene tres capillas paralelas en la cabecera y numerosas capillas laterales entre los contrafuertes. Bajo la ocupación francesa de la iglesia en 1797 era cuadra hasta 1813. A 1814, fue iglesia de guarnición parte de la guarnición prusiana, la cual permaneció hasta 1918. Luego se convirtió en una iglesia parroquial.